# Aphrophora sachalinensis
Aphrophora sachalinensis är en insektsart som beskrevs av Matsumura 1907. Aphrophora sachalinensis ingår i släktet Aphrophora och familjen spottstritar. Inga underarter finns listade i Catalogue of Life.